# Азійська автомагістраль AH7
Азійська автомагістраль 7 (AH7) — маршрут у мережі Азійських автомобільних доріг. Він пролягає від Єкатеринбурга, Росія, до Карачі, Пакистан. Простягається на 5,868 км в довжину. Проходить з Росії, Казахстану, Киргизстану, Узбекистану, Таджикистану, Афганістану та Пакистану.
AH7 ділиться своїм маршрутом між Мерке (Казахстан) і Кара-Балтою (Киргизстан) близько ста кілометрів разом з AH5. У Кабулі (Афганістан) AH7 зупиняється, але через AH1 доїжджає до міста Кандагар, де AH7 продовжує свій маршрут до Пакистану.
Відповідно до інструкції проекту Азійських автомобільних доріг у 2002 році майже весь маршрут має тверде покриття. Лише 72 км в Киргизстані і 83 км в Таджикистані грунтові. Станом на 2017 рік в Киргизії вся траса з твердим покриттям.
У Пакистані AH7 (N25 - Пакистанські дорожні мережі) входить у Чаман. Він проходить через Кіла Абдулла, Кветта, Мастунг, Калат, Хуздар, Утал, Гот Хусейн і Хаб, закінчуючись у Карачі. У Пакистані N25 також називається (Регіональне співробітництво для розвитку). Підтримується Національним управлінням автомобільних доріг

## Супутні маршрути

### Росія
- M 5: Єкатеринбург - Челябінськ
- A 310: Челябінськ -  Троїцьк - кордон з Казахстаном

### Казахстан
- M 36: Костанай - Астана - Караганда -  Бурубайтал
- A 358:  Бурубайтал -  Шу
- P 29:  Шу -  Мерке
- M 39:  Мерке - Чалдовар

### Киргизстан
- ЭМ-03 Шосе: Чалдовар - Кара-Балта
- ЭМ-04 Шосе: Кара-Балта -  Ош
- ЭМ-15 Шосе:  Ош - кордон Узбекистану

### Узбекистан
- A373 кордон з Киргизстаном - Андижан - Ангрен -  Ахангаран
- A373A  Ахангаран  - Ташкент
- M39 Ташкент - Чиназ -  Сирдар'я
- M34  Сирдар'я - Хаваст

### Таджикистан
- РБ15 Шосе: Хаваст - Зарафшан - Істаравшан
- РБ01 Шосе: Істаравшан - Душанбе
- РБ09 Шосе: Душанбе - Хуросонський район - Бохтар - Панджі Пойон

### Афганістан
- Ширхан - Пулі-Хумрі - Джабаль Сарадж - Кабул
- Шосе Кабул–Кандагар : Кабул – Кандагар
- Кандагар - Спін Болдак

### Пакистан
- Чаман — Кветта — Калат — Карачі